# كلية موظفي منظومة الأمم المتحدة
كلية موظفي منظومة الأمم المتحدة (بالإنجليزية: United Nations System Staff College)‏ أو اختصاراً UNSSCهي منظمة تابعة للأمم المتحدة تخدم موظفي الأمم المتحدة والشركات التابعة لها عن طريق التدريب والتعلم بين الوكالات. تهدف المنظمة إلى المساهمة في أمم متحدة أكثر فاعلية وتوجهاً نحو النتائج ومرونة من خلال التعلم والتدريب ونشر المعرفة.
منذ إنشائها في عام 2015 ، تم توجيه جهود التعلم والمعرفة الخاصة بـه نحو تمكين منظومة الأمم المتحدة من تحديد مناهج مبتكرة للوفاء بمتطلبات التحديات التي تطرحها خطة التنمية المستدامة لعام 2030.

## روابط خارجية
- الموقع الرسمي